# Караклисе
Караклисе (на гръцки: Μαυροκκλήσι, Мавроклиси, на катаревуса: Μαυροκκλήσιον, Мавроклисион) е село в дем Софлу, Североизточна Гърция. Караклисе е демова секция (кметство), към което принадлежи и съседното село Крушево (Коримвос).

## География
Караклисе е разположено в югоизточните склонове на Родопите, на около 40 км от десния бряг на река Марица и на 30 км от град Димотика (днес Дидимотихо).

## История
Нямаме данни защо, кога и как са се заселили българите по тези места. Името Караклисе е с турски произход и означава Черна черква, също значение има и новото гръцко име Мавроклиси. Според „Етнография на вилаетите Адрианопол, Монастир и Салоника“, издадена в Константинопол в 1878 година и отразяваща статистиката на населението от 1873 г., Сърт Кара клисе (Syrt-Kara-Klissé) е село със 150 домакинства и 698 жители българи. Според академик Любомир Милетич, посетил с фотоапарат тези места на три пъти през 1913 – 1914 година, „в Димотишката кааза (околия) по това време имало българи, освен споменатите, в самия град Димотика, само още в селата Башклисе (до 100 семейства), в Караклисе (до 130 семейства) и в Крушево (до 60 семейства), смесени с турци“).
По данни от 2001 г. селото има 185 жители главно потомци на албанци гръкомани от село Мандрица и гръцки преселници от село Белополяне и двете села днес отвъд българо-гръцката граница в община Ивайловград, област Хасково. Тези две села след Балканската война остават на българска територия, като почти цялото им население ги напуска, в резултат на междудържавна спогодба между България и Гърция за размяна на население. Основният поминък на жителите на Мавроклиси днес е отглеждане на тютюн, а преди години бубарството е било основен източник на доходи.
Към май 2009 г. селото наброява около 100 къщи, много от тях необитаеми, а няколко дори почти разрушени.

## Личности
- Петко Вълчев Джамбазов – Ибрям Чауш, български революционер от ВМОРО, ръкодовител на местния комитет[3]
- Петър Ангелов (1918 – 1944)[4][5]